# NA-2522
La  NA-2522  es una carretera local perteneciente a la Red de Carreteras de Navarra que se inicia en PK 1,70 de NA-8104 y termina en Aritzu. Tiene una longitud de 1,2 kilómetros.